# ديدي ألين
ديدي ألين (بالإنجليزية: Dede Allen)‏ هي مونتيرة أمريكية، ولدت في 3 ديسمبر 1923 في كليفلاند في الولايات المتحدة، وتوفيت في 17 أبريل 2010 في لوس أنجلوس في الولايات المتحدة بسبب سكتة.

## وصلات خارجية
- ديدي ألين على موقع IMDb (الإنجليزية)
- ديدي ألين على موقع ألو سيني (الفرنسية)
- ديدي ألين على موقع أول موفي (الإنجليزية)
- ديدي ألين على موقع قاعدة بيانات الأفلام السويدية (السويدية)
- ديدي ألين على موقع إن إن دي بي (الإنجليزية)
- ديدي ألين على موقع قاعدة بيانات الفيلم (الإنجليزية)
- ديدي ألين على موقع كينوبويسك (الروسية)